# Walembi
Walembi est une localité située dans le département de Boulsa de la province du Namentenga dans la région Centre-Nord au Burkina Faso. 

## Géographie
Walembi signifie « venez goûter » en mooré.

## Histoire
Le syndicaliste (délégué général du Big Zinda), acteur et homme de théâtre Halidou Sawadogo,, dit Payangdé, est originaire du village où il est né en 1955.

## Éducation et santé
Le centre de soins le plus proche de Walembi est le centre de médical avec antenne chirurgicale (CMA) de la région à Boulsa.